# Impatiens vittata
Impatiens vittata är en balsaminväxtart som beskrevs av Adrien René Franchet. Impatiens vittata ingår i släktet balsaminer, och familjen balsaminväxter. Inga underarter finns listade i Catalogue of Life.